# Adrián Campos Jr.
Adrián Campos Jr. (Valência, 5 de outubro de 1988), é um ex-automobilista espanhol que atualmente é o chefe de equipe da Campos Racing, cargo este que ele assumiu após a morte de seu pai, o ex-piloto de Fórmula 1, Adrián Campos.
Ele competiu em categorias como a Eurofórmula Open (atual Campeonato Espanhol de Fórmula 3), a Indy Lights (antigo Indy NXT), nos Estados Unidos, na temporada de 2010, com ele terminando em sexto.